# Yaiba
Yaiba ist eine Manga-Serie des japanischen Zeichners Gosho Aoyama, die von 1988 bis 1993 erstmals erschien und auch als Anime-Serie umgesetzt wurde. Sie umfasst ungefähr 4.300 Seiten und wird der Shōnen-Gattung zugeordnet, die sich vorwiegend an eine jugendliche, männliche Leserschaft richtet.

## Handlung
Der Junge Yaiba Kurogane lebt gemeinsam mit seinem Vater Kenjuro im Dschungel. Um seinen Traum, ein großer Samurai zu werden, zu verwirklichen, trainiert Yaiba. Da der Vater seine Erziehung hauptsächlich auf das Erlernen des Schwertkampfes beschränkt, ist Yaiba in der Gesellschaft etwas unbeholfen.
Eines Tages wird das Lager von Vater und Sohn von einem wilden Tiger angegriffen, das hinter der gerade gebratenen Beute der beiden, einem Gorilla, her ist. Obwohl die beiden zunächst planen, dafür den Tiger anstelle des Gorillas zu kochen, fliehen sie mit dem Tiger in eine Kiste, da eine Horde Gorillas Yaiba und seinen Vater angreifen will. Die Kiste gehört zu einem Transport exotischer Früchte und so werden die drei Reisenden in ein Flugzeug geladen und nach Narita in Japan geflogen.
Am dortigen Flughafen werden die drei als Störenfriede vom Sicherheitspersonal verfolgt. Mithilfe des Tiger kann Yaiba die Anwesenden am Flughafen bekämpfen, bis auf den Gewinner des Asia-Kendo-Cups, Raizo Mine, der gerade von einem Turnier zurückgekehrt ist. Seine Tochter Sayaka, die ihn abgeholt hat, fordert Yaiba heraus und will wissen, wer er ist. Es stellt sich heraus, dass Kenjuro der einstige Rivale von Raizo ist.
Kenjuro bringt anschließend Yaiba bei den Mines unter, was auf Unmut stößt. Die Großmutter Sayakas macht ein Angebot. Sollte Yaiba den stärksten Kämpfer ihres Dojos, in dem sie Trainerin ist, besiegen, so darf er kostenlos bei ihnen wohnen und trainieren. Yaiba gelingt es. Fortan wohnt er bei den Mines, während sein Vater immer wieder auf kurze oder längere Trainingsreisen verschwindet. Die „zivilisierte Welt“ außerhalb des Urwalds lässt Yaiba viel Neues entdecken und stellt ihn vor einige Probleme.

## Veröffentlichungen
Yaiba erschien in Japan von September 1988 bis Dezember 1993 in Einzelkapiteln im Manga-Magazin Shōnen Sunday, das wöchentlich mit einer Auflage von etwa 1,5 Millionen veröffentlicht wurde. Der Shōgakukan-Verlag brachte diese Einzelkapitel auch in 24 Taschenbuch-Sammelbände heraus. Später erschienen mehrere Neuauflagen der Sammelbände in verschiedenen Formaten.
Wie im November 2021 angekündigt wurde, erscheint die Serie in einer Übersetzung von Claudia Peter seit April 2022 bei Egmont Manga auf Deutsch in bisher 20 Bänden (Stand: Mai 2025). Seit Oktober 2024 erscheint die Reihe in Bundles, die zwei Bände umfassen. In Frankreich verlegt Soleil die Sammelbände seit Januar 2006. In Spanien werden die Bände bei Planeta DeAgostini seit Juli 2006 publiziert. Seit Februar 2007 bringt Star Comics die Bücher in Italien heraus.

## Erfolg und Auszeichnungen
Die Manga-Serie entwickelte sich in Japan zu einem Bestseller. Masanao Amano sieht den Grund für die Popularität in der „für shônen-Mangas typische[n] Action zusammen mit einem edelmütigen Hauptdarsteller und liebenswerten Nebenfiguren“.
Gosho Aoyama gewann für Yaiba 1993 den 38. Shōgakukan-Manga-Preis in der Kategorie Kinder.

## Gastauftritte
Aoyama ließ Yaiba auch in anderen seiner Werke auftreten und auch umgekehrt taucht die Figur des Kaito Kid auch in Yaiba auf. In einer Szene ist kurz von Kuroba und Nakamori aus Kaito Kid die Rede. In dieser wird bestätigt, dass sie auf dieselbe Schule wie Yaiba gehen. Aoyama zeichnete mit Yaiba vs. Kaito! ein Crossover-Kapitel der beiden Serien, welches im dritten Band von Kaito Kid gesammelt wurde. Das Kapitel wurde später als erste OVA von Detektiv Conan adaptiert, in der die Charaktere von Detektiv Conan retroaktiv in der Handlung eingebaut wurden.
Einige Charaktere aus Yaiba haben auch Gastauftritte im Detektiv Conan-Manga. So tauchen Yaiba und Sayaka öfters im Hintergrund auf Fernsehern oder in Videospielen auf und Yaibas Gegner Soshi Okita wird als Kendo-Rivale von Heiji Hattori etabliert. Zum 30. Jubiläum seiner Karriere als Mangaka gab Aoyama 2017 Onimaru und Yaibas Schwester Moroha Cameo-Auftritte in Detektiv Conan.

## Anime-Adaptionen
Eine vom Animationsstudio Pastel unter dem Titel Kenyū Densetsu Yaiba (剣勇伝説YAIBA) produzierte Zeichentrickserie strahlte der japanische Fernsehsender TV Tokyo von April 1993 bis April 1994 aus. Bei der 52 Episoden umfassenden Serie führte Kunihiko Yuyama Regie. Das Titellied und den Abspann sang die Band Kabuki Rocks. Die Serie lief unter anderem auch im polnischen, portugiesischen, philippinischen und chilenischen Fernsehen.
Eine zweite Adaption mit dem Titel Shin Samurai-den Yaiba (jap. 真・侍伝YAIBA) wurde im Mai 2024 in der Shōnen Sunday angekündigt. Die Serie wird von Wit Studio produziert und startete im April 2025 im japanischen Fernsehen.

### Synchronsprecher
| Rolle            | japanischer Sprecher (Seiyū) |
| ---------------- | ---------------------------- |
| Yaiba Kurogane   | Minami Takayama              |
| Sayaka Mine      | Kotono Mitsuishi             |
| Takeshi Onimaru  | Ryo Horikawa                 |
| Musashi Miyamoto | Masaharu Satou               |
| Kojirō Sasaki    | Jūrōta Kosugi                |
| Professor Kanabo | Hisao Egawa                  |